# O Cemitério de Praga
O cemitério de Praga é um romance histórico de Umberto Eco, publicado em 2010 pela editora Bompiani. O nome do livro é uma alusão ao antigo Cemitério Judeu de Praga, onde, de acordo com Os Protocolos dos Sábios de Sião, judeus teriam conspirado para dominar o mundo. A história contém uma série de conspirações e falsificações, envolvendo ainda carbonários, jesuítas, maçons e satanistas.

## Enredo
No cenário parisiense, em março de 1897, desenrola-se uma trama que também percorre os territórios de Turim e Palermo. Nestas paisagens circulam uma adepta do satanismo emocionalmente perturbada, um prior que já faleceu duas vezes, alguns corpos jogados no esgoto de Paris, Ippolito Nievo, um seguidor de Garibaldi, levado pelas águas do oceano perto do Stromboli, o falso documento que incriminaria o oficial francês Alfred Dreyfus como espião da embaixada alemã na Cidade Luz, a divulgação dos inverídicos Protocolos dos Sábios de Sião, fonte de inspiração de Hitler na criação dos campos de concentração.
Há também intrigas que contrapõem jesuítas e maçons, a sociedade secreta dos carbonários e seguidores de Giuseppe Mazzini, filósofo e político italiano, os quais assassinavam padres estrangulando-os com suas próprias tripas, a figura de um Giuseppe Garibaldi com artrite nas pernas oblíquas, projetos elaborados por agentes secretos piemonteses, franceses, prussianos e russos, a carnificina provocada pela Comuna de Paris, quando as pessoas se alimentavam de ratazanas ou eram apunhaladas.
Nesta época eram comuns as assembleias de bandidos, os quais consumiam absinto enquanto planejavam motins públicos. Desfilam igualmente pelo livro homens com barbas postiças, tabeliães de mentira, falsos testamentos, fraternidades malignas e missas negras.
Somente o protagonista é fictício; a fauna que circula pela obra de Eco existiu de verdade. Mas mesmo o personagem principal pode confundir o leitor, pois pratica atos reais, mas que foram, de fato, exercitados por outras pessoas. Desta forma, o autor revela que não se deve confiar nas aparências, pois nada é o que aparenta ser.
O livro mostra um pouco da sociedade europeia da segunda metade do século XIX (França, Itália, Alemanha) e do preconceito existente contra judeus e maçons.

## Personagem principal
O livro tem como principal personagem Simone Simonini, nascido em Turim, no Piemonte, norte da Itália, filho de italiano e de mãe francesa. É Simone Simonini quem participa dos principais acontecimentos narrados no livro. 